# Cassina Bianca
Cassina Bianca o Cascina Bianca è una frazione di Torrevecchia Pia posta in aperta campagna verso Zibido al Lambro, località da cui ha sempre dipeso ecclesiasticamente.

## Storia
La località fu contesa nel Medioevo fra Pavia e Milano, venendo alla fine sottoposta a quest'ultima, all'interno del Vicariato di Binasco. Dopo un lunghissimo periodo di autonomia municipale durato secoli, il governo austriaco annesse il comune a Zibido al Lambro col decreto governativo del 10 aprile 1840, n°11490/1896. La stessa Zibido perse poi successivamente la sua autonomia, confluendo nel territorio comunale di Torrevecchia Pia.